# قطعنامه ۱۹۶۰ شورای امنیت
قطعنامه ۱۹۶۰ شورای امنیت سازمان ملل متحد که در تاریخ ۱۶ دسامبر ۲۰۱۰ تصویب شد، سندی بین‌المللی دربارهٔ زنان و صلح و امنیت است. این قطعنامه طی نشست ۶۴۵۳ام با ۱۵ رای موافق، ۰ مخالف و ۰ ممتنع تصویب شد.